# ヤロスラフ・チェルマーク
ヤロスラフ・チェルマーク（Jaroslav Čermák、1830年9月1日 - 1878年4月23日）はチェコの画家である。おもに歴史画を描いた。

## 略歴
プラハの裕福な家に生まれた。妹がポーランド人貴族、政治家のイェジ・コンスタンティ・チャルトリスキに嫁いでいる。子供時代に大怪我をしてベッドで過ごさなければならなかった時、絵に興味を持った。1847年にプラハの美術アカデミーに入学して、クリスティアン・ルーベンに学ぶが、一年ほどで母親がプラハではよい教育が得られないととして、ベルギーに移り、アントウェルペン王立芸術学院に入学し、フスタフ・ワッペルスに学んだ。1850年に近世の歴史画を描くのが得意な画家、ルイ・ガレ(Louis Gallait:1810–1887)と知り合いその後指導を受けることになった。
1852年にパリに移り、その後はパリを拠点に活動した。パリではロマン主義の画家、ウジェーヌ・ドラクロワや「オリエンタリズム」の画家アレクサンドル＝ガブリエル・ドゥカンと知り合い、影響を受けた。1850年代や1860年代はヨーロッパ各地を旅しその土地の歴史を描いた。バルカン半島やトルコや故郷のボヘミアを訪れた。バルカンの風俗を描いた作品のスタイルは、「オリエンタリズム」絵画に共通するものがあった。

## 作品

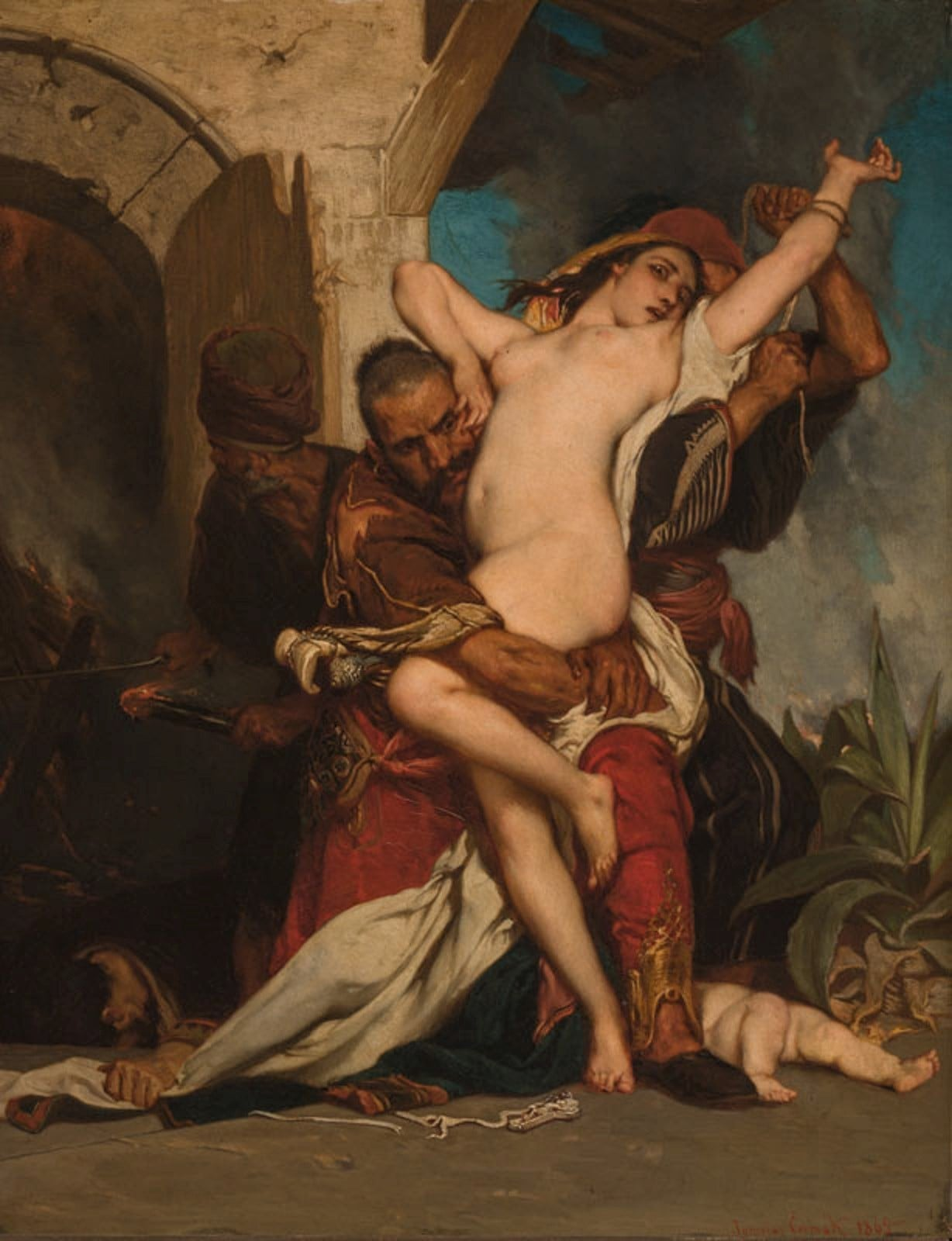
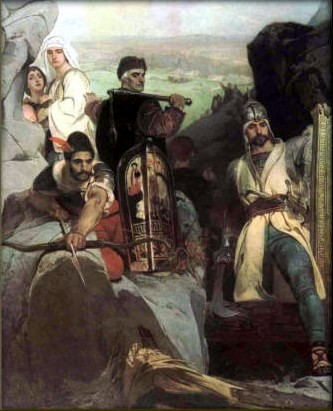
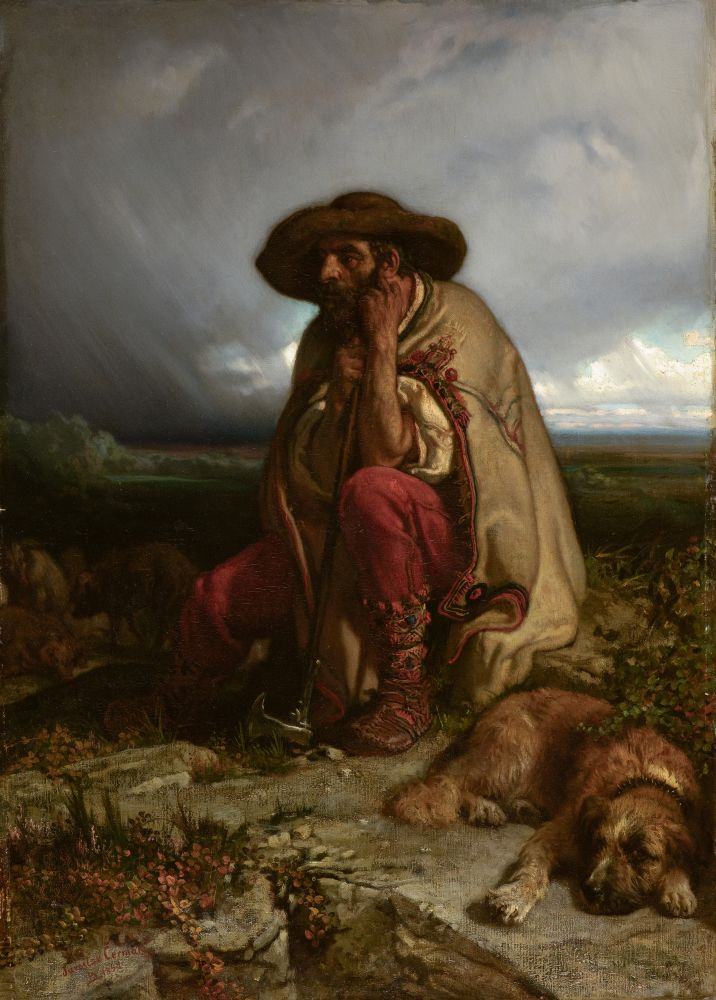
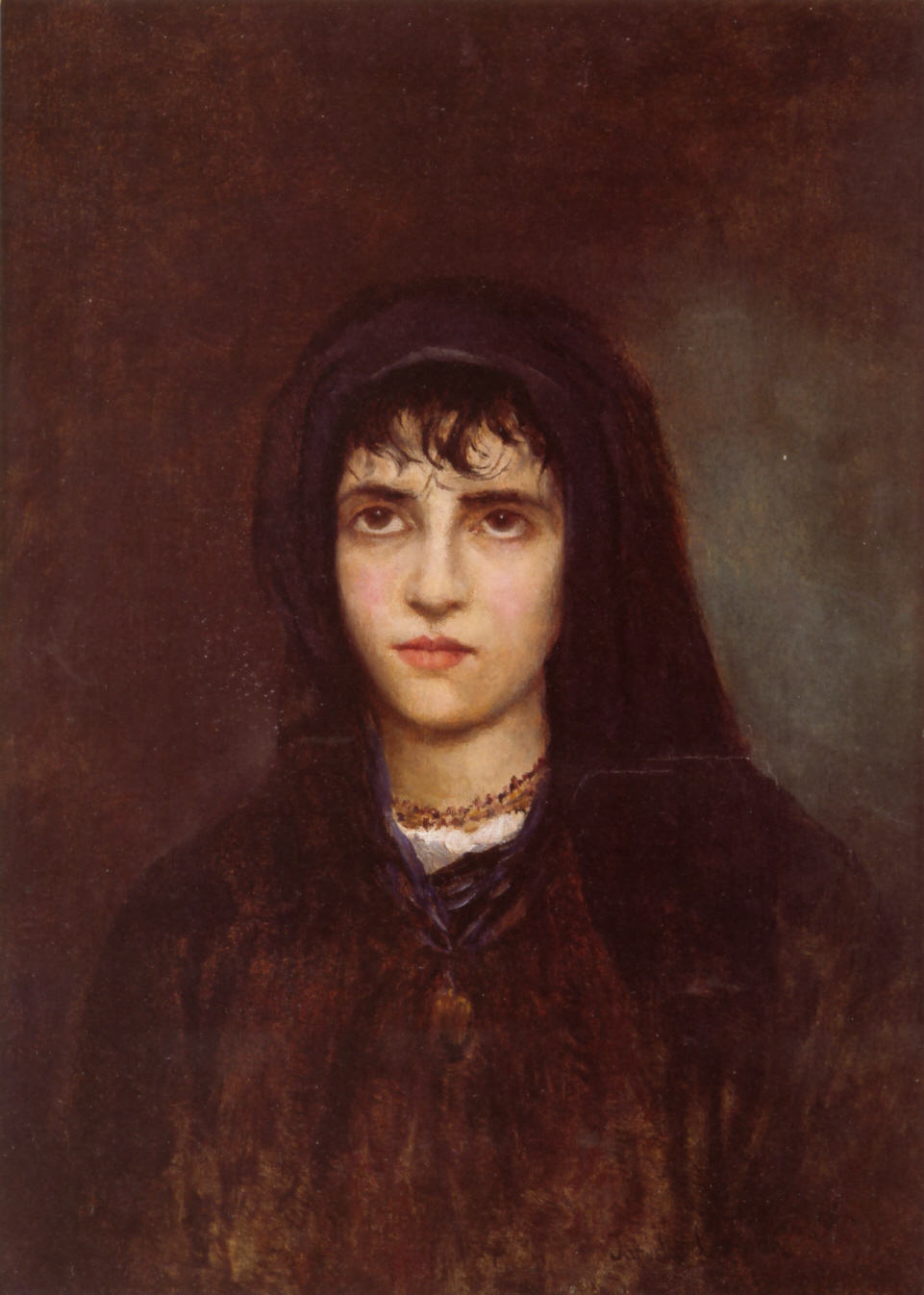

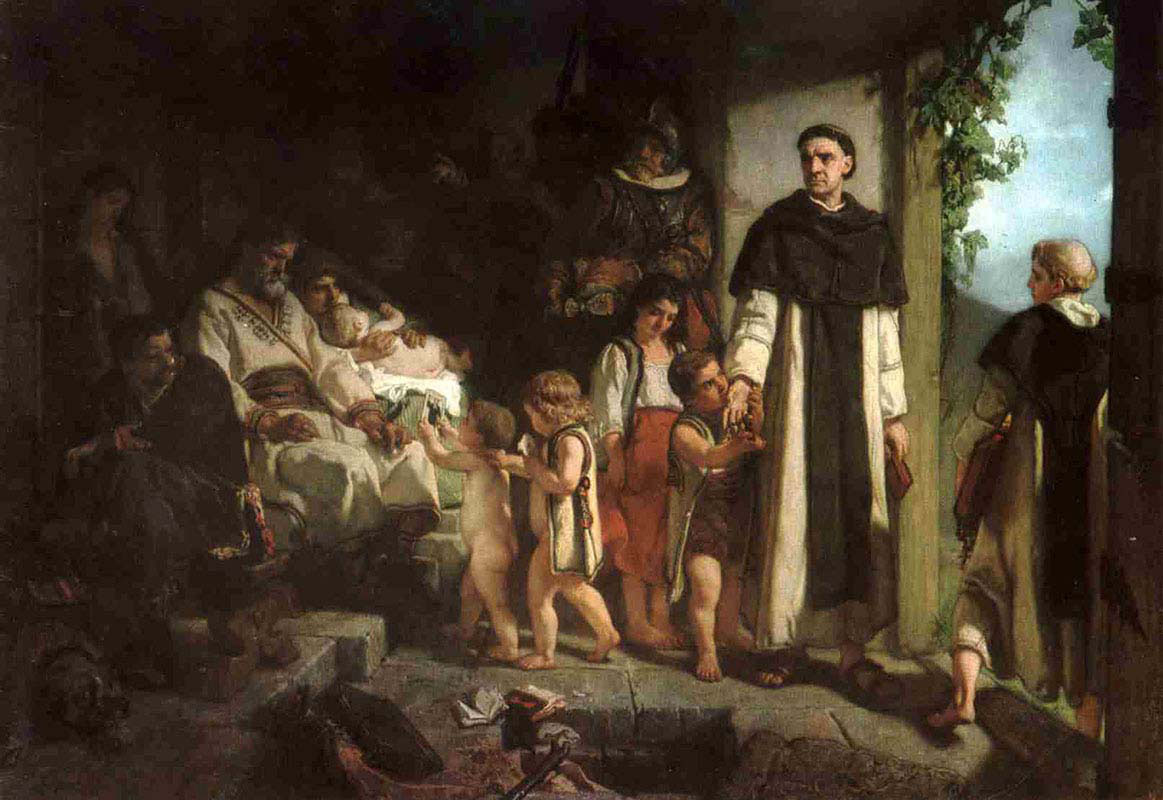
「ボヘミアの白山の戦い後のカソリック」
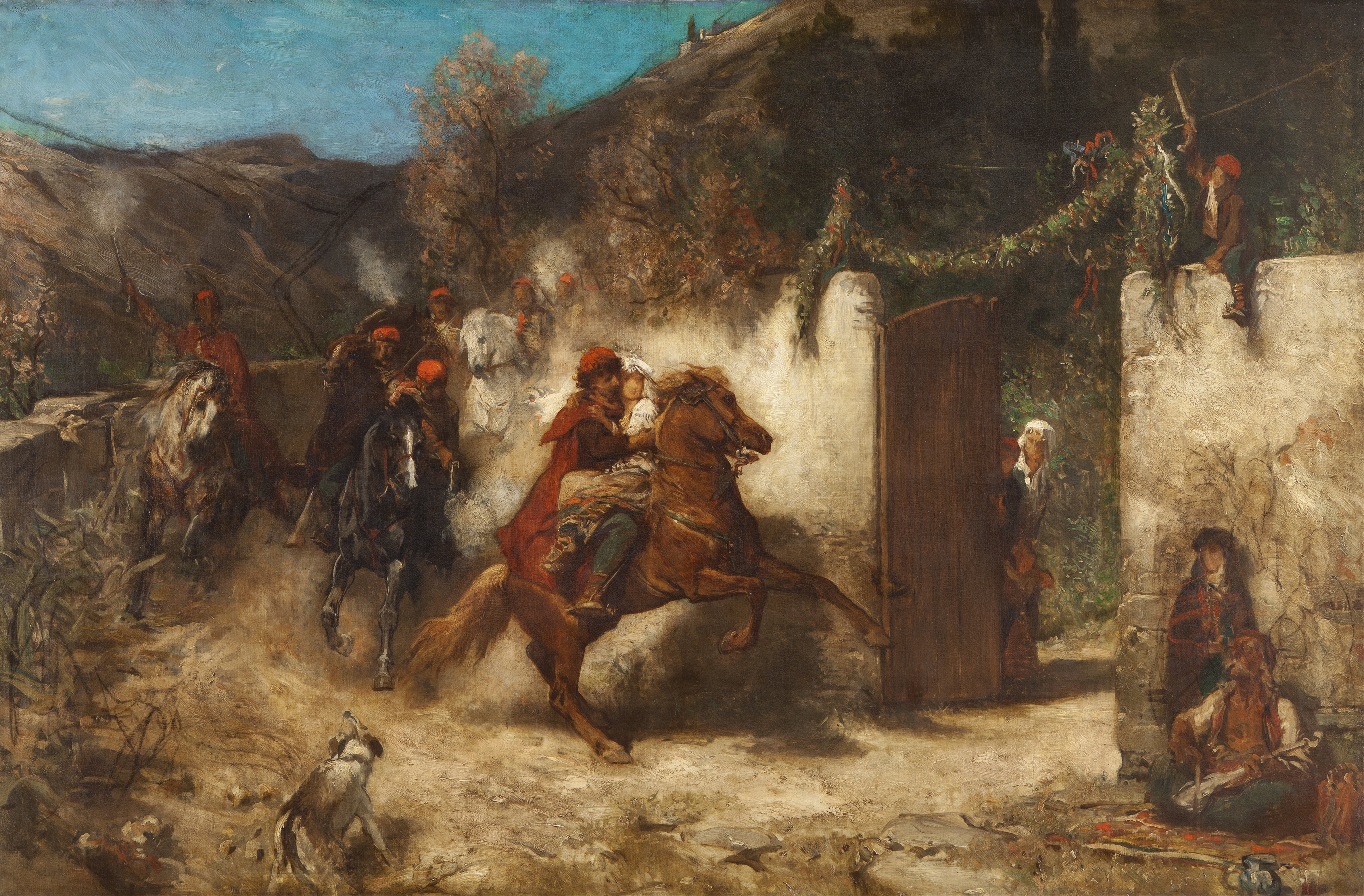
ダルマチアの結婚式
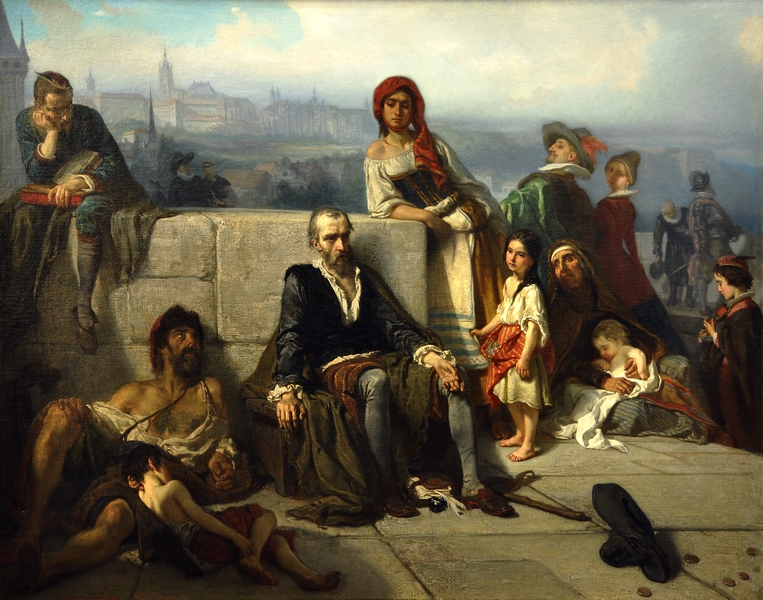